# Fuelbecketalsperre
Die Fuelbecketalsperre wurde im Altenaer Stadtteil Altroggenrahmede von einer Wassergenossenschaft gebaut. Bereits im Jahr 1883 wurde ein Komitee zur Errichtung einer Talsperre in der Fuelbecke gebildet, die Kraftwerksbetreiber konnten sich jedoch nicht einigen. Dies machte erst eine königliche Verordnung vom 30. Dezember 1891 möglich, die die Bildung von öffentlichen Wassergenossenschaften auch für industrielle Zwecke vorsah. Die Genossenschaft bildete sich am 6. Oktober 1893. Planer und Bauleiter der Talsperre war Prof. Intze aus Aachen. Ende Oktober 1893 wurde mit den Bauarbeiten begonnen. Die Schlusssteinlegung erfolgte am 22. Mai 1897. Die Fuelbecketalsperre und die Heilenbecke-Talsperre waren die beiden ersten Talsperren im Einzugsgebiet der Ruhr. Mitte Oktober 1907 wurde an der Fuelbecketalsperre eine neu gebaute Filteranlage des Altenaer Wasserwerks in Betrieb genommen. 

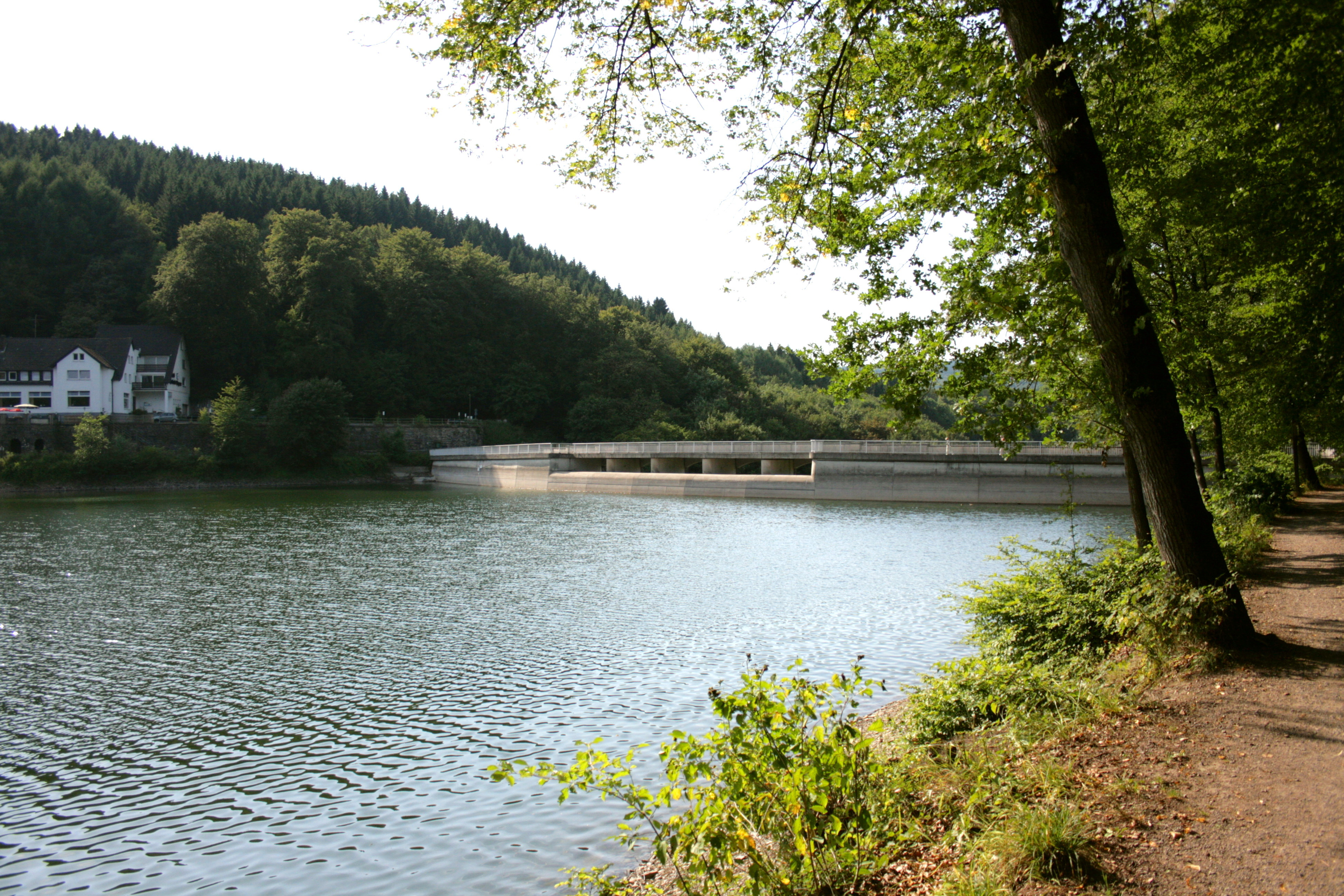
Die Fuelbecketalsperre

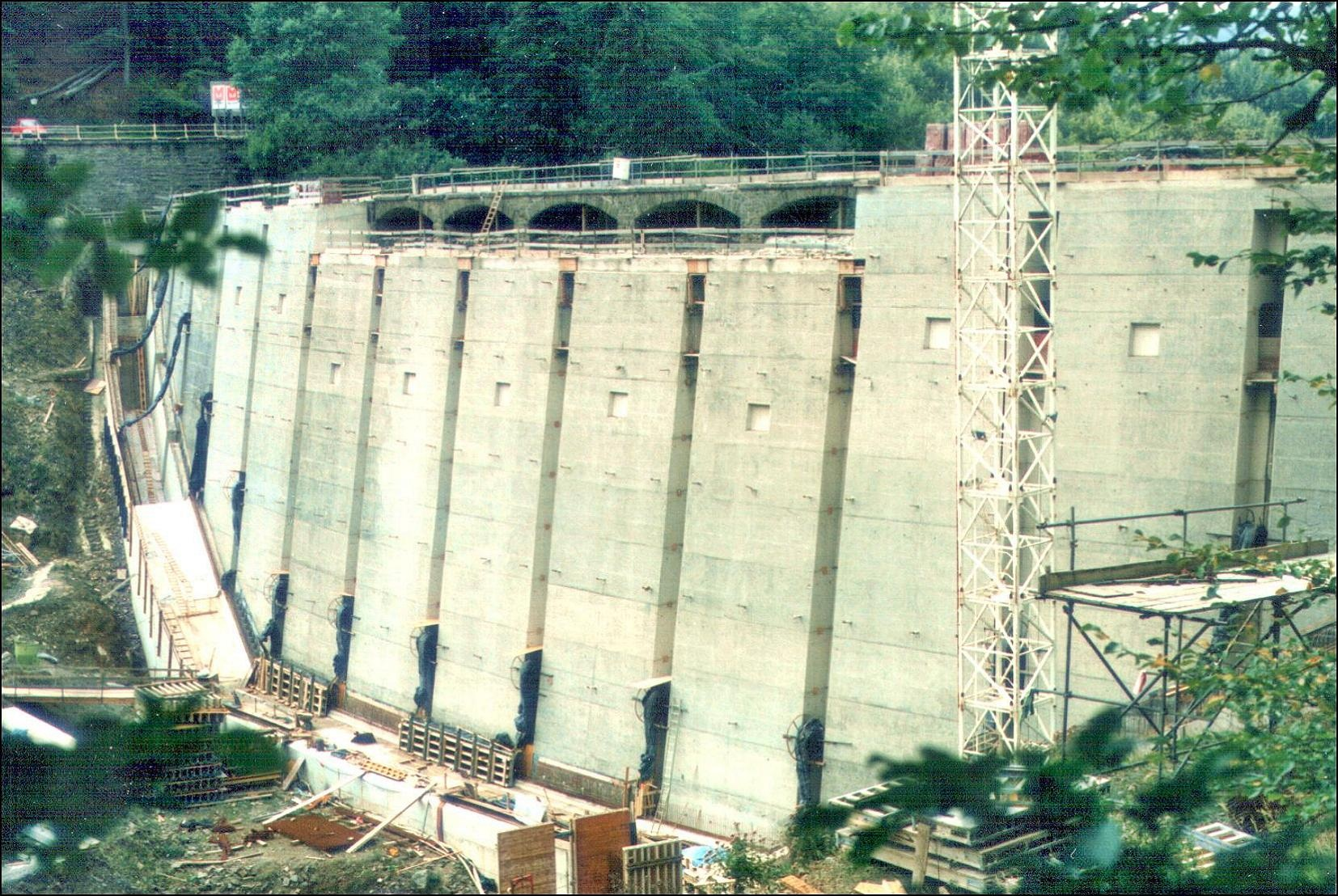
Die Fuelbecketalsperre während der Sanierung im September 1990

Aufgestaut wird der Bach Fuelbecke, der wie der Kuckuckbach in den östlichen Arm der Talsperre mündet und nach deren Verlassen zu einem Nebenfluss der Rahmede wird. In den westlichen Talsperrenarm mündet der Riethahner Bach. Die Talsperre ist mit einem Speicherraum von 0,7 Mio. m³ die kleinste Talsperre nach der Callerbachtalsperre im Märkischen Kreis. Die Sperrmauer wurde mit einer Sohlenbreite von bis zu 16 m, einer Kronenbreite von rund 3,50 m, einer Höhe von bis zu 30 m und einer Kronenlänge von 145 m ausgeführt. 
Die nach dem Intze-Prinzip gebaute Gewichtsstaumauer aus Bruchstein wurde um 1990 mit einer vorgesetzten Dichtwand saniert und bekam einen Kontrollgang eingebaut.
Die Erbauer der Talsperre und Mitglieder der Wassergenossenschaft waren Triebwerksbetreiber (Hammerbetriebe, Mühlen usw.). Die Talsperre sollte, da die Kapazitäten der aufgestauten Teiche in trockenen Sommern nicht ausreichend für einen durchgehenden Betrieb der Triebwerke waren, dafür sorgen, dass ein ganzjähriger unterbrechungsfreier Betrieb der Triebwerksbetriebe möglich war. Da die Talsperre für Triebwerkszwecke heute nicht mehr benötigt wird, wurde die Wassergenossenschaft aufgelöst. Eigentümer der Talsperre wurde die Stadt Altena. Die Talsperre wird heute von den Stadtwerken Altena zur Trinkwasserversorgung genutzt. Das Wasserwerk befindet sich direkt unterhalb der Staumauer und ist auch ein beliebtes Naherholungsziel für Touristen, Wanderer und Jogger. Der Hauptwanderweg 7 des Sauerländischen Gebirgsvereins führt an der Talsperre vorbei. Das nahe der Sperrmauer gelegene Hotel mit Gaststätte wurde 2009 geschlossen. Das Betreten des hierzu gehörigen Geländes, wie etwa der oberhalb der Sperrmauer gelegenen Aussichtsplattform, ist nicht mehr gestattet.

## Weblinks

Links (östlich) der Arm, in den die Fuelbecke fließt, rechts (westlich) der Arm mit dem Riethahner Bach